# Neoechinorhynchus devdevi
Neoechinorhynchus devdevi är en hakmaskart som först beskrevs av T.K. Datta 1936.  Neoechinorhynchus devdevi ingår i släktet Neoechinorhynchus och familjen Neoechinorhynchidae. Inga underarter finns listade i Catalogue of Life.